# 西伯利亚草木犀
西伯利亚草木犀（学名：Melilotus dentatus sp. sibiricus）为豆科草木犀属下的一个亚种。

## 扩展阅读
- 維基物種上的相關：西伯利亚草木犀